# HD 140285
HD 140285，又名CD-4110245，SAO 226132、HR 5846，是一颗恒星，视星等为5.94，位于銀經334.19，銀緯10.32，其B1900.0坐标为赤經15h 37m 37.7s，赤緯-41° 10.32′ 3″。